# Josef Aschauer
Josef Aschauer (* 16. Januar 1902 in Berchtesgaden; † 18. Dezember 1995 ebenda) war ein deutscher Bergsteiger, Bergretter, Skifahrer und Skispringer.

## Leben
Josef Aschauer wurde in Berchtesgaden geboren, wuchs dort auch auf und begann als 13-Jähriger eine Lehre als Buchdrucker und Schriftsetzer. In diesem Beruf arbeitete er bis 1924. Ab seinem 17. Lebensjahr war Aschauer an den meisten Bergrettungsaktionen rund um Berchtesgaden im Einsatz, leitete von 1925 bis 1938 die Alpine Rettungsstelle Berchtesgaden und wurde mit dem Rettungsehrenzeichen des Alpenvereins und mit der Staatsrettungsmedaille für sein Engagement ausgezeichnet. Zwei Jahre war er bei der EDEKA tätig und sammelte kaufmännische Erfahrung, um dann das elterliche Feinkostgeschäft übernehmen zu können. Als Bergführer war er immer wieder am Watzmannstock unterwegs; auch Hermann Göring zählte wiederholt zu seinen Kunden. Bei Ausbruch des Zweiten Weltkriegs wurde Aschauer eingezogen und als Flugwehrmann und Flugmelder an verschiedenen Orten eingesetzt. In den letzten beiden Kriegsjahren lehrte er an der Heeres- und Hochgebirgsschule in Fulpmes. 1949 war Aschauer einer der Gründer der Berchtesgadener Bergbahn GmbH und Wegbereiter ihrer Projekte der Obersalzbergbahn (1949) und der Jennerbahn (1952/53). Er wurde 1952 Kehlsteinreferent der Sektion Berchtesgaden des Deutschen Alpenvereins. Aschauer trat auch mehrmals literarisch in Erscheinung, unter anderem im Buch „Der Tod als Seilgefährte“ von Walter Pause.
Sein Sohn war der Bildhauer Alfred Aschauer (1931–2013).

## Alpinistische Leistungen
Josef Aschauer zählte zur Kletterelite Berchtesgadens der 1920er Jahre. Bereits als 17-Jähriger durchstieg er die Watzmann-Ostwand. Er trat mit einer Vielzahl von Erstbegehungen in den Felswänden der Berchtesgadener Alpen in Erscheinung, von denen die bedeutendsten im Folgenden aufgezählt sind:
- 1920 Watzmannfrau, direkte Westwand (ohne Haken)
- 1921 Watzmann-Hocheck, direkte Ostwand
- 1921 Hoher Göll, direkte Westwand
- 1922 Hoher Göll, Westwand, „Großer Trichter“
- 1922 Watzmann-Jungfrau, direkte Ostwand
- 1923 Kleines Palfelhorn, Südostwand
- 1925 Große Reibn ab und bis Berchtesgaden in 18 Stunden
- 1927 1. Watzmannkind, direkte Westwand
- 1927 Watzmann-Ostwand, Salzburger Weg, 1. Begehung im Abstieg
- 1930 am Pfingstsonntag mit Ski in 11 Stunden vom Kärlingerhaus auf den Hochkönig und zurück
- 1931 zu Fuß von Berchtesgaden durchs Hagengebirge bis auf den Hochkönig, von dort Abfahrt und Abstieg nach Bischofshofen, mit dem Zug zurück nach Berchtesgaden – alles innerhalb von 23 Stunden
- 1931 Großer Hachelkopf, Nordwand
- 1942 Besteigung des Elbrus
- 1947 Watzmann-Ostwand, Berchtesgadener Weg. Die Erstbegehung dieser leichtesten und heutzutage meistbegangenen Route durch die Watzmann-Ostwand erfolgte aus Versehen; eigentlich wollten Aschauer und Schuster den Münchner Weg begehen, kamen aber von der Route ab und fanden so zufällig den noch leichteren Durchstieg des Berchtesgadener Wegs. Josef Aschauer hat die Watzmann-Ostwand insgesamt über hundert Mal durchstiegen.

## Der „Schwarze Tag“ am Watzmann
Bekanntheit erlangte Josef Aschauer auch dadurch, dass er im Juni 1922 an der größten Tragödie beteiligt war, die sich am Watzmann bisher abspielte. Sieben Bergsteiger – darunter Aschauer – stiegen damals auf zwei Seilschaften verteilt durch die Watzmann-Ostwand und hatten während der Tour mit widrigem Wetter zu kämpfen, das sich im Laufe des Nachmittags immer weiter verschlechterte. Als die ersten Bergsteiger um Aschauer den Watzmanngrat erreichten, ging der Regen in Schnee über, und die Tragödie bahnte sich an: Die andere Seilschaft, von schweren Rucksäcken behindert, kam nur schlecht voran, und ein Bergsteiger nach dem anderen war von Erschöpfung und Unterkühlung betroffen. Nur Willi Pöhlmann und Josef Aschauer selbst überlebten schließlich den Wettersturz, die anderen fünf kamen nacheinander – einer noch in der Ostwand, die anderen am Grat – ums Leben.

## Andere sportliche Leistungen
Josef Aschauer war auch hervorragender Skifahrer und beteiligte sich bis 1929 an verschiedenen FIS-Rennen und an der Weltmeisterschaft 1929 in Zakopane. Bei den deutschen Skimeisterschaften 1925 wurde er Dritter in der Kombination. Vom Deutschen Skiverband wurde Aschauer mit der Goldenen Ehrennadel ausgezeichnet. Er fuhr noch bis ins 80. Lebensjahr Ski.